# Lithophyllum corallinae
Lithophyllum corallinae (P.L. Crouan & H.M. Crouan) Heydrich, 1897 é o nome botânico de uma espécie de algas vermelhas pluricelulares do gênero Lithophyllum, família Corallinaceae.
- São algas marinhas encontradas na Europa, América do Norte, China, Mauritânia, Austrália e algumas ilhas do Atlântico.

## Sinonímia
- Melobesia corallinae P.L. Crouan & H.M. Crouan, 1867
- Dermatolithon corallinae (P.L. Crouan & H.M. Crouan) Foslie, 1902
- Lithophyllum pustulatum var. corallinae (P.L. Crouan & H.M. Crouan) Foslie, 1905
- Lithophyllum pustulatum f. corallinae (P. & H. Crouan) Foslie, 1905
- Lithophyllum macrocarpum f. corallinae (P.L. Crouan & H.M. Crouan) Foslie, 1909
- Tenarea corallinae (P.L. Crouan & H.M. Crouan) Notoya, 1974
- Dermatolithon pustulatum var. corallinae Foslie ex Belsher et al., 1976